# Omega Cassiopeiae
Omega Cassiopeiae (46 Cassiopeiae) é uma estrela na direção da constelação de Cassiopeia. Possui uma ascensão reta de 01h 56m 00.00s e uma declinação de +68° 41′ 07.0″. Sua magnitude aparente é igual a 4.97. Considerando sua distância de 701 anos-luz em relação à Terra, sua magnitude absoluta é igual a −1.69. Pertence à classe espectral B8III.